# E.T. the Extra-Terrestrial (álbum)
E.T. the Extra-Terrestrial es un audiolibro y la banda sonora de la película del mismo nombre, dirigida por Steven Spielberg. Narrado por el artista estadounidense Michael Jackson, Quincy Jones produjo el álbum y fue distribuido por la compañía discográfica MCA Records. La producción trajo a Jackson a varios excolaboradores, como Rod Temperton, Freddy DeMann y Bruce Swedien.
El audiolibro se publicó en noviembre de 1982, el mismo mes del sexto álbum de estudio de Jackson, Thriller. Sin embargo, la acción judicial tomada por la discográfica del cantante, Epic Records, obligó a su retiro. Durante su lanzamiento reducido, alcanzó el 82.º puesto en la lista UK Albums Chart del Reino Unido. Recibió reseñas positivas de los críticos y ganó un premio Grammy en la categoría de mejor grabación para niños en la entrega de 1984.

## Contenido
El paquete del álbum E.T. the Extra-Terrestrial contiene un libro de cuentos, que permite a los oyentes leer junto con Michael Jackson cómo narra la historia de E.T. y la visita extraterrestre al planeta Tierra. El libro contiene una fotografía de las manos de E.T. ubicadas en los hombros de Jackson, mientras que uno de los dedos extraterrestres se ilumina. Esta imagen está incluida en el paquete del álbum como un póster a todo color de 22 pulgadas (55,9 cm) × 22 pulgadas (55,9 cm). El libro de veinte páginas incluye fotogramas de la película y la letra de la canción «Someone in the Dark», compuesta por Alan y Marilyn Bergman, que el cantante interpreta en el audiolibro. La grabación, en un vinilo LP de 12", cuenta con música original de John Williams, e integra efectos de sonido de la película, así como la voz de E.T. en el fondo.

## Antecedentes
Antes de la grabación del material, Jackson había publicado cuatro álbumes de estudio como solista con la compañía discográfica Motown Records (Got to Be There [1972], Ben [1972], Music and Me [1973] y Forever, Michael [1975]) y varios con sus hermanos como parte de The Jackson 5. En 1975, se trasladó a Epic Records y en 1979 la compañía lanzó Off the Wall, y el éxito crítico y comercial.
En junio de 1982, salió la película de ciencia ficción del director Steven Spielberg, E.T., el extraterrestre. Creado por Amblin Entertainment de Spielberg y distribuida por Universal Pictures —entonces una filial de MCA Inc.—, estuvo protagonizada por Henry Thomas, Dee Wallace, Robert MacNaughton, Drew Barrymore y Peter Coyote. La película narra la historia de Elliott, un chico que hace amistad con un extraterrestre afable llamado E.T., que es abandonado en la Tierra. Tras su lanzamiento, se convirtió en un éxito de taquilla y superó a Star Wars (1977) para convertirse en la película más taquillera hasta ese momento. Los críticos lo elogiaron como una historia eterna de la amistad, y el American Film Institute lo incluyó como la tercera mayor película de ciencia ficción producida en los Estados Unidos.

## Producción

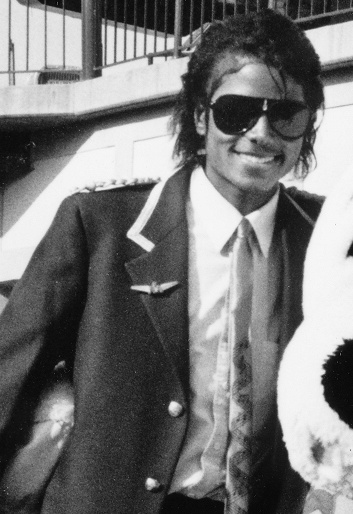
Michael Jackson comenzó a trabajar en E.T. the Extra-Terrestrial al mismo tiempo que grabó Thriller.

Jackson comenzó a trabajar en el audiolibro en junio de 1981 —al tiempo que comenzó a grabar su sexto álbum de estudio Thriller—. Quincy Jones se desempeñó como el productor de ambos proyectos, además de trabajar como el escritor narrativo para el audiolibro. Durante la grabación de la narración, el cantante se puso tan triste cuando E.T. murió que lloró. Jones y Spielberg coincidieron en que, tratando de grabar la parte de nuevo, no cambiaría la reacción emocional y, al final, decidieron dejar que llore en la grabación final. La biógrafa de Jackson, Lisa D. Campbell, escribió que Jones había aprendido durante la grabación de «She's Out of My Life» —del álbum Off the Wall—, donde el cantante también rompió en lágrimas.
Varios de los participantes del álbum habían trabajado con Jackson en sus proyectos en solitario en el pasado. Rod Temperton, quien había escrito varias canciones en Off the Wall y Thriller, compuso la música para «Someone in the Dark». Freddy DeMann y Ron Weisner, exrepresentantes de The Jacksons, sirvieron como los coordinadores de la producción del álbum. Bruce Swedien se desempeñó como ingeniero, una tarea que había realizado en Off the Wall y Thriller e iría a realizar para los álbumes Bad (1987) y Dangerous (1991). Dick Zimmerman fotografió a Jackson para la portada del álbum Thriller, antes de volverlo a capturar para el póster que acompañaría a la banda sonora.
Una vez que los aspectos de grabación e ingeniería de la producción habían finalizado, MCA Records, el distribuidor del álbum, presionó más de un millón de copias de los audiolibros. En 1982, un periodista de Billboard escribió que era uno de los proyectos «más ambiciosos» que MCA había asumido hasta la fecha.

## La empatía de Jackson con el personaje E.T.
Según la biografía Michael Jackson: The Magic and the Madness, escrita por el periodista J. Randy Taraborrelli, el cantante de pop demostró un temprano apego a la historia de E.T. Después de una sesión de fotos de publicidad para la banda sonora, en la que un robot animatrónico del personaje extraterrestre abrazó al cantante, este declaró con asombro: «Fue tan real que hablaba con él. Lo besé antes de salir. Al día siguiente, lo extrañaba». Además, reveló en la edición de diciembre de 1982 de la revista Ebony —en cuya portada aparecen tanto él como E.T.— que sentía que en verdad fue la criatura durante la grabación del álbum, y compartió sus pensamientos sobre por qué tenía una fuerte conexión con el personaje:

Él está en un lugar extraño y quiere ser aceptado, situación en la que yo mismo me encuentro muchas veces cuando viajo de ciudad en ciudad por todo el mundo. Él está muy a gusto con los niños, y yo siento un gran amor por ellos. Él da amor y quiere amor a cambio, como yo. Y tiene ese superpoder que le permite levantarse y volar cada vez que quiere alejarse de las cosas de la Tierra, algo con lo que también yo puedo identificarme. Nos parecemos en muchos sentidos.

## Lanzamiento y temas legales
Epic Records permitió a Jackson grabar el álbum para MCA Records con dos condiciones:
1. E.T. the Extra-Terrestrial no debía ser lanzado hasta después de Navidad de 1982. (Esto era para evitar que el audiolibro compitiera con su nuevo material, Thriller).
2. La canción «Someone in the Dark» no iba a ser lanzada como sencillo.[1]

Sin embargo, MCA Records violó las condiciones, ya que lo publicaron en noviembre de 1982 y dieron copias promocionales de 7" de «Someone in the Dark» a las estaciones de radio. Después de que Epic interpuso una demanda de dos millones de dólares, el sello fue obligado a retirar el álbum y les prohibieron publicar «Someone in the Dark» como un sencillo. Los ejecutivos de Epic habían sentido que los miembros de MCA fueron engañosos al público, al hacerles creer que el entonces sencillo de reciente lanzamiento, «The Girl Is Mine», fue incluida en el álbum de cuentos. Los demandantes pidieron además que MCA tuviese prohibido trabajar con Jackson en el futuro y que cualquier otro medio, propiedad de la discográfica con el cantante, también tenían prohibido publicarlo.
Como consecuencia de las restricciones legales que prohibieron la publicación de «Someone in the Dark» como un sencillo, las copias promocionales que se hicieron se han convertido en uno de los registros más raros y codiciados del cantante; algunos se han vendido por más de £1000 ($1587). La canción figuró como una pista adicional en la edición especial de Thriller de 2008, así como la caja recopilatoria Michael Jackson: The Ultimate Collection (2004).

## Recepción
E.T. the Extra-Terrestrial alcanzó el número ochenta y dos en el UK Albums Chart del Reino Unido, considerado alto para un álbum de cuentos. Ganó un premio Grammy en 1984 en la categoría de mejor álbum para niños. Al recoger el galardón y llevarse a casa un récord de ocho Grammys de doce nominaciones, el cantante declaró que de todos los premios que había recibido esa noche, estaba «más orgulloso de éste».
El material recibió reseñas positivas de los críticos musicales. De este modo, Charles L. Sanders de la revista Ebony lo describió como un «álbum extraordinario». Mark Bego de Toledo Blade afirmó que la canción «Someone in the Dark» era «una de las baladas más bellas» que Jackson había grabado. Comentó que la fusión de la producción de Jones, el diálogo de la película, la lectura de la narración «eficaz y emocional» de Jackson y la «gran orquestación extraordinaria» del audiolibro hizo al álbum E.T. the Extra-Terrestrial «obtener tantas lágrimas como la película». Un escritor para Billboard lo calificó como «profusamente empaquetado, tiernamente producido y [que] vale la pena su precio alto». Un periodista del Lexington Herald-Leader concluyó que era un álbum de cuentos «encantador».

## Lista de canciones
| Lado uno |                                             |                                              |          |  |
| N.º      | Título                                      | Escritor(es)                                 | Duración |  |
| 1.       | «Someone in the Dark (Versión de apertura)» | Alan Bergman, Marilyn Bergman, Rod Temperton | 4:58     |  |
| 2.       | «Landing»                                   | John Williams                                | 3:24     |  |
| 3.       | «Discovery»                                 | John Williams                                | 11:32    |  |

| Lado dos |                                           |                                              |          |  |
| N.º      | Título                                    | Escritor(es)                                 | Duración |  |
| 1.       | «Home»                                    | John Williams                                | 6:09     |  |
| 2.       | «Intrusion»                               | John Williams                                | 5:23     |  |
| 3.       | «Chase»                                   | John Williams                                | 3:18     |  |
| 4.       | «Good-Bye»                                | John Williams                                | 2:25     |  |
| 5.       | «Someone in the Dark (Versión de cierre)» | Alan Bergman, Marilyn Bergman, Rod Temperton | 3:04     |  |

Fuente: Discogs y Swisscharts.com.

## Posicionamiento en listas
| País (Lista 1983) | Mejor posición |
| ----------------- | -------------- |
| Reino Unido       | 82             |

## Créditos y personal
- Narración y voz de Michael Jackson
- Producido por Quincy Jones para Quincy Jones Productions
- Música original de E.T. compuesta y dirigida por John Williams
- Narración escrita por William Kotzwinkle, Steven Spielberg, Quincy Jones y Peggy Lipton Jones
- Letra de «Someone in the Dark» compuesta por Alan y Marilyn Bergman
- Música de «Someone in the Dark» compuesta por Rod Temperton
- Arreglado y dirigido por Jeremy Lubbock
- Concepto del álbum: Kathy «Leen» Carey
- Productores ejecutivos: Steven Spielberg y Kathleen Kennedy
- Asistente de producción ejecutiva: Kate Barker
- Coordinadores de producción: Freddy DeMann y Ron Weisner
- Editor: Bruce Cannon
- Asistentes de producción: Pam Crocetti, Madeline Randolph, Corinne Alicia y Bonnie Sachs
- Supervisor de editor de sonido: Charles L. Campbell
- Editores de efectos de sonido: David A. Pettijohn, Louis L. Edemann, Richard C. Franklin, Jr. and Samuel C. Crutcher
- Mezcladores de regrabación: Buzz Knudson, Robert Glass y Don Digirolamo
- Ingeniero de álbum de cuentos: Bruce Swedien
- Asistente de ingeniero: Matt Forger
- Coordinador del proyecto: Nancy Cushing-Jones
- Diseñador: Michael Brock
- Fotógrafos: Bruce McBroom y Terry Chostner
- Fotógrafo para póster de Michael Jackson y E.T.: Dick Zimmerman
- Ilustración de la portada del folleto: Drew Struzan
- Dirección de arte: George Osaki

Fuente: Discogs.